# Lerista separanda
Lerista separanda är en ödleart som beskrevs av  Storr 1976. Lerista separanda ingår i släktet Lerista och familjen skinkar. Inga underarter finns listade i Catalogue of Life.